# 42e sessie van de Commissie voor het Werelderfgoed

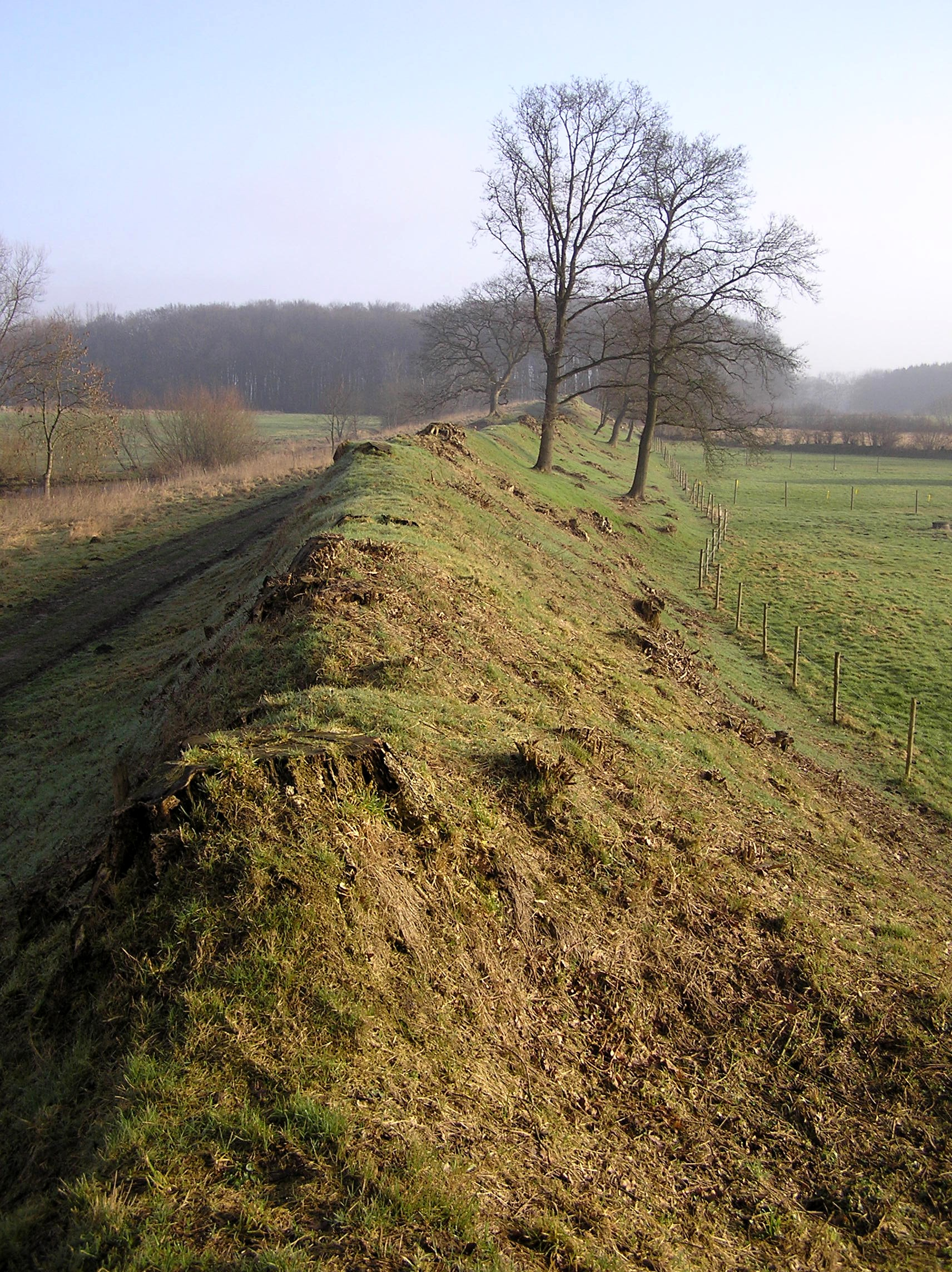
Archeologisch grenscomplex van Hedeby en de Danevirke in Duitsland

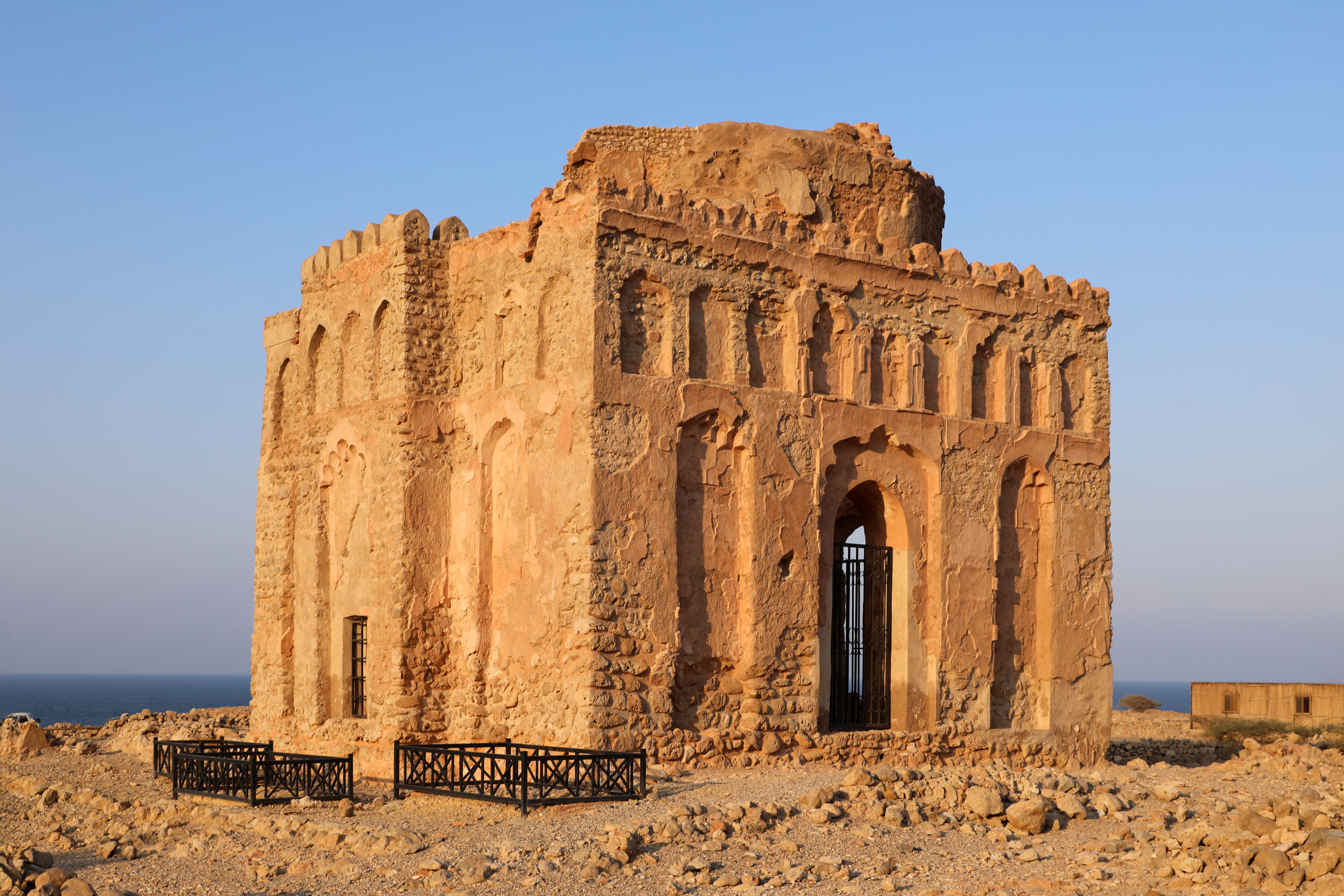
Oude stad Qalhat in Oman

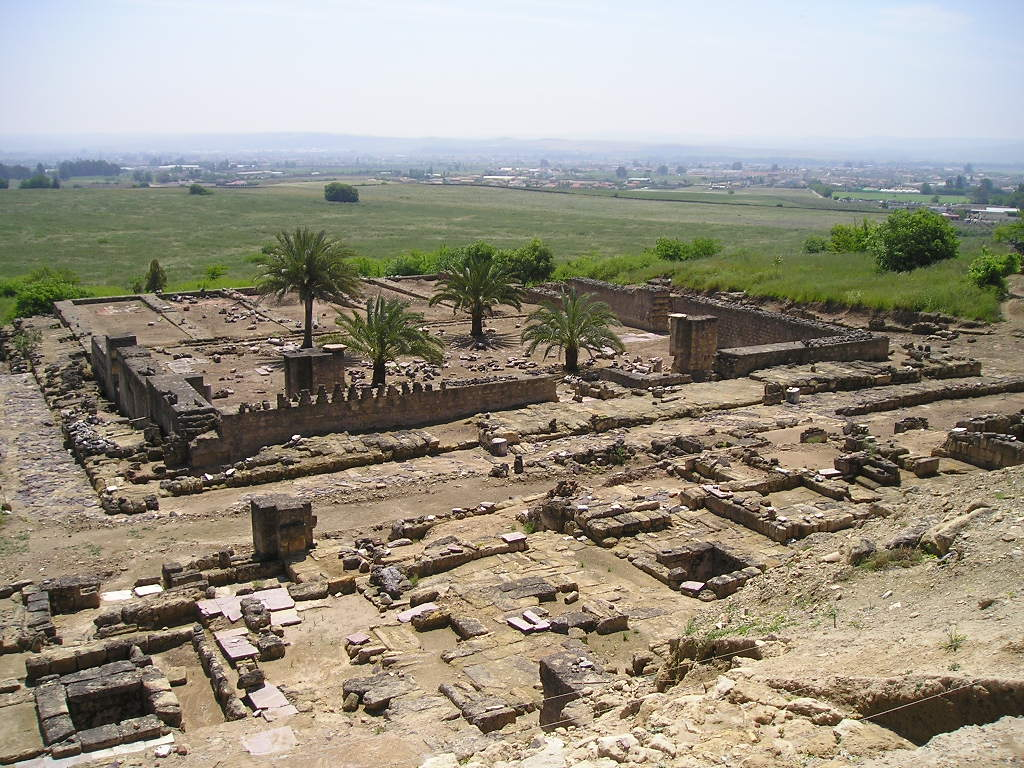
Kalifaatstad Medina Azahara in Spanje

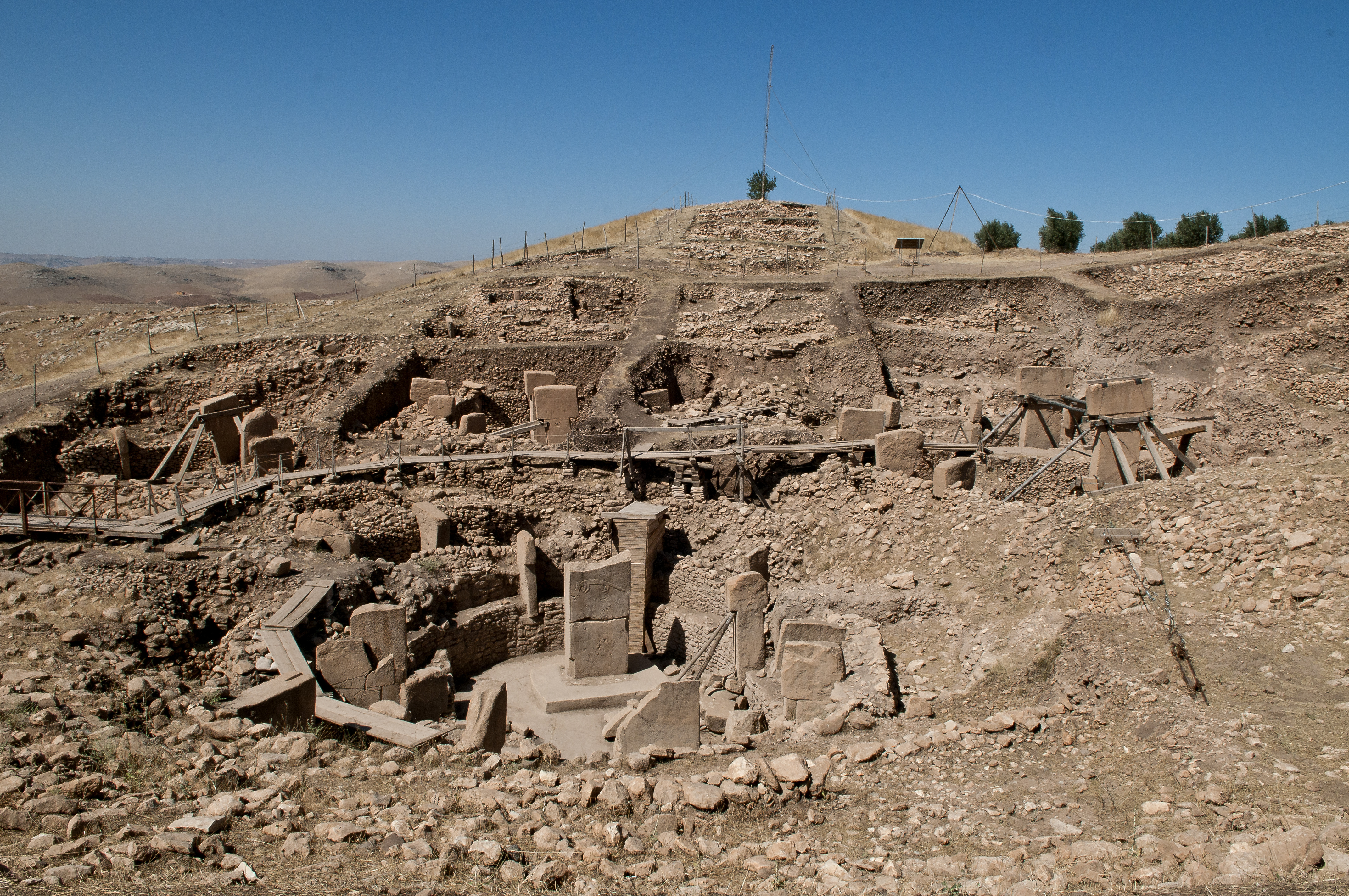
Göbekli Tepe in Turkije

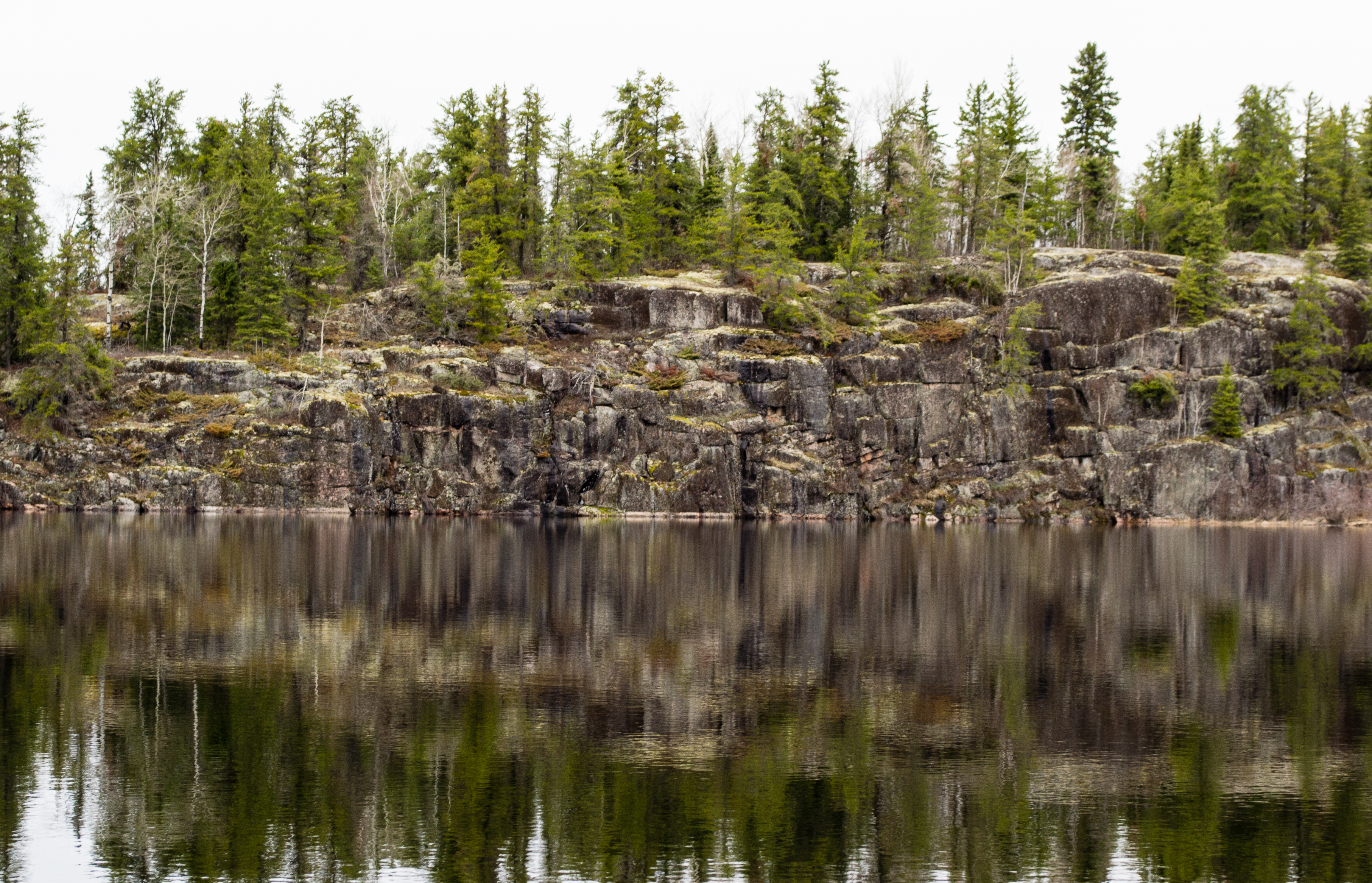
Pimachiowin Aki in Canada

De 42e sessie van de Commissie voor het Werelderfgoed vond plaats van 24 juni tot en met 4 juli 2018 in Manama, de hoofdstad van Bahrein. De UNESCO-commissie oordeelde over nieuwe nominaties van natuur- en cultureel erfgoed, door landen voorgedragen als werelderfgoed, en enkele aanpassingen of uitbreidingen van eerder erkende sites die door landen werden ingediend. Deze voorstellen werden voorafgaand aan de sessie door werkgroepen van de commissie geëvalueerd op de volledigheid van het dossier. Maar ook de situatie van het erfgoed dat voorkomt op de lijst van het bedreigd werelderfgoed, en de eventuele aanvullingen die hier noodzakelijk zijn, werden besproken. Vóór de start van de sessie bestond de werelderfgoedlijst uit 1073 erfgoedlocaties: 206 natuurerfgoedlocaties, 832 culturele erfgoedlocaties en 35 gemengde locaties.
Bij de nominaties voor nieuwe werelderfgoedsites behoren in de categorie van de natuurerfgoedlocaties onder meer de vallei van de Bikin voorgedragen door Rusland of de Barberton Makhonjwa Mountains in Zuid-Afrika. Het eerste werd niet weerhouden, het tweede wel. In de categorie van de culturele erfgoedlocaties werd het archeologisch grenslandschap van Hedeby en de Danevirke door Duitsland voorgedragen, de site van Göbekli Tepe door Turkije en het mijnlandschap van Roșia Montană door Roemenië. De twee eersten werden ook effectief erkend. Het Canadees biosfeerreservaat Pimachiowin Aki werd na een eerste poging in 2013 terug ter erkenning als gemengd werelderfgoed voorgesteld, ditmaal met succes.
In totaal werden 19 nieuwe sites aan de lijst toegevoegd: dertien cultuursites, drie natuursites en 3 gemengde locaties waarmee het totaal stijgt tot 1092 sites verdeeld over 167 landen: 209 natuurlocaties, 845 culturele locaties en 38 gemengde locaties.

## Nieuw in 2018

### Cultuurerfgoed
- Denemarken: Aasivissuit-Nipisat, jachtgebieden van de Inuit tussen ijs en zee[2]
- Duitsland: Archeologisch grenscomplex van Hedeby en de Danevirke[2]
- Duitsland: Dom van Naumburg[3]
- India: Ensembles van neogotiek en art deco in Mumbai[4]
- Iran: Archeologisch landschap van de Sassaniden in de Farsstreek[4]
- Italië: Ivrea, industriestad van de 20e eeuw[5]
- Japan: Verborgen christelijke sites in de streek van Nagasaki[4]
- Kenia: Archeologische site Thimlich Ohinga[6]
- Oman: Oude stad Qalhat[6]
- Saudi-Arabië: Al-Ahsa-oase, een evoluerend cultuurlandschap[6]
- Spanje: Kalifaatstad Medina Azahara[5]
- Turkije: Göbekli Tepe[3]
- Zuid-Korea: Sansa, boeddhistische bergkloosters in Korea[4]

### Natuurerfgoed
- China: Fanjingshan[7]
- Frankrijk: Tektonisch landschap Chaîne des Puys - Limagnebreuklijn[7]
- Zuid-Afrika: Barberton Mahkonjwabergen[7]

### Gemengd erfgoed
- Canada: Pimachiowin Aki[3]
- Colombia: Nationaal park Chiribiquete - "De maloca van de jaguar"[3]
- Mexico: Tehuacán-Cuicatlánvallei: oorspronkelijke habitat van Mesoamerika[7]

## Wijzigingen in 2018

### Naamsveranderingen
- Denemarken: de Franse naam van het werelderfgoed "Het par force-jachtlandschap in Noord-Seeland" werd veranderd naar "Paysage de chasse à courre de Zélande du Nord"[8]
- Eritrea: De Engelse en Franse benamingen voor het erfgoed "Asmara: A Modernist City of Africa" worden respectievelijk "Asmara: A Modernist African City" en "Asmara: une ville africaine moderniste" (Nederlands: "Asmara: een Afrikaanse modernistische stad").[8]
- India: De Engelse en Franse benamingen voor het erfgoed "Archaeological Site of Nalanda Mahavihara (Nalanda University) at Nalanda, Bihar" worden respectievelijk "Archaeological Site of Nalanda Mahavihara at Nalanda, Bihar" en "Site archéologique Nalanda Mahavihara à Nalanda, Bihar" (Nederlands: "Archeologische site Nalanda Mahavihara in Nalanda, Bihar").[8]

### Uitbreidingen en naamsveranderingen
- Rusland: het werelderfgoed "Centraal Sichote-Alingebergte" wordt uitgebreid met de Bikinvallei. De naam van het werelderfgoed wordt "Dal van de Bikinrivier" (Eng.: Bikin River Valley; Fra.: Vallée de la rivière Bikine).[7]

### Verwijderd van de Lijst van bedreigd werelderfgoed
- Belize: Barrièrerif van Belize (sinds 2009 op de lijst)[9]

### Toegevoegd aan de Lijst van bedreigd werelderfgoed
- Kenia: Nationale parken van het Turkanameer[10]

## Niet ingeschreven nominaties
Bij de nominaties die het niet haalden, hoorden onder meer Arasbaran (Iran), de Koloniën van Weldadigheid (België en Nederland), Žatec, de stad van de hop (Tsjechië), de proseccoheuvels van Conegliano-Valdobbiadene (Italië) en Nîmes (Frankrijk).
1977 · 
1978 · 
1979 · 
1980 · 
1981 · 
1982 · 
1983 · 
1984 · 
1985 · 
1986 · 
1987 · 
1988 · 
1989 · 
1990 · 
1991 · 
1992 · 
1993 · 
1994 · 
1995 · 
1996 · 
1997 · 
1998 · 
1999 · 
2000 · 
2001 · 
2002 · 
2003 · 
2004 · 
2005 · 
2006 · 
2007 · 
2008 · 
2009 · 
2010 · 
2011 · 
2012 · 
2013 · 
2014 · 
2015 · 
2016 · 
2017 · 
2018 · 
2019 · 
2020-2021 ·
2022-2023 ·
2024 ·
2025